# Bocchoris flavibrunnea
Bocchoris flavibrunnea là một loài bướm đêm trong họ Crambidae.